# Дхамапада
Дхамапада (пали: Dhammapada) е будистка свещена книга, която е приписвана като авторство на самия Буда. Това е един от най-известните текстове от канона на Теравада.
Заглавието Дхамапада е термин, съставен от дхама и пада, всяка от които има множество значения (денотации и конотации). В общ смисъл дхама може да се отнася до доктрината на Буда или за „вечната истина“ или „справедливост“ или „явления“; и пада, означаващо „стъпало“ и за това особено в този контекст, означаващо „път“ или „стихотворна стъпка“, или и двете. Английските преводи на Дхамапада, например, използват различни комбинации от тези и други думи.